# USS Lloyd Thomas (DD-764)
USS Lloyd Thomas (DD/DDE-764) là một tàu khu trục lớp Gearing được Hải quân Hoa Kỳ chế tạo vào giai đoạn cuối Chiến tranh Thế giới thứ hai. Nó là chiếc tàu chiến thứ ba của Hải quân Mỹ được đặt cái tên này, nhưng là chiếc duy nhất được chế tạo, vốn được đặt theo tên Trung úy Hải quân Lloyd Thomas (1912–1942), phi công thuộc Phi đội Ném ngư lôi 6 (VT-6) trên tàu sân bay Enterprise (CV-6), người đã tử trận trong trận Midway và được truy tặng Huân chương Chữ thập Hải quân. Hoàn tất khi chiến tranh đã kết thúc, con tàu tiếp tục phục vụ trong giai đoạn Chiến tranh Lạnh và Chiến tranh Việt Nam cho đến khi xuất biên chế năm 1972. Nó được chuyển cho Đài Loan và tiếp tục phục vụ cùng Hải quân Trung Hoa dân quốc như là chiếc ROCS Dang Yang (DD-11/DDG-911) cho đến năm 1999. Con tàu cuối cùng bị đánh chìm vào năm 2002.

## Thiết kế và chế tạo
Lloyd Thomas được đặt lườn tại xưởng tàu của hãng Bethlehem Steel, ở San Francisco, California vào ngày 26 tháng 3 năm 1944. Nó được hạ thủy vào ngày 5 tháng 10 năm 1945; được đỡ đầu bởi bà Lloyd Thomas, vợ góa Trung úy Thomas, và nhập biên chế vào ngày 21 tháng 3 năm 1947 dưới quyền chỉ huy của Hạm trưởng, Trung tá Hải quân J. I. Cone.

## Lịch sử hoạt động

### Thập niên 1940
Sau khi hoàn tất việc chạy thử máy ngoài khơi San Diego, California và một đợt huấn luyện tại vùng biển quần đảo Hawaii, Lloyd Thomas khởi hành từ vùng bờ Tây vào ngày 16 tháng 1 năm 1948, tham gia cùng ba tàu khu trục khác hộ tống cho tàu sân bay Valley Forge (CV-45) trong một chuyến đi vòng quanh thế giới để huấn luyện và viếng thăm thiện chí. Hải đội đã viếng thăm Sydney, Australia, Hong Kong và Thanh Đảo, Trung Quốc. Sau đó Valley Forge cùng Lloyd Thomas và tàu khu trục chị em William C. Lawe  (DD-763) tiếp tục hành trình, ghé qua Singapore, Ceylon và Ả Rập Saudi, băng qua kênh đào Suez và eo biển Gibraltar rồi hướng lên phía Bắc để viếng thăm Bergen, Na Uy và Southampton, Anh. Hải đội rời Anh Quốc vào ngày 13 tháng 3, trải qua năm ngày tại New York và về đến San Diego vào ngày 12 tháng 6 năm 1948 sau hành trình kéo dài năm tháng và trải qua 46.000 hải lý (85.000 km).
Lloyd Thomas hoạt động huấn luyện cho sĩ quan dự bị trong thời gian còn lại của năm 1948. Sau khi được cải biến thành một tàu khu trục tìm-diệt tàu ngầm tại Xưởng hải quân San Francisco vào năm 1949, nó gia nhập Hạm đội Đại Tây Dương tại Newport, Rhode Island vào tháng 10, và tham gia cùng Hải đội Đặc nhiệm 2 để thực hành tập trận trong điều kiện băng giá tại biển Bắc Cực.

### Thập niên 1950
Quay trở về cảng nhà sau chuyến đi tại vùng cực, trong hai tháng đầu năm 1950, Lloyd Thomas hoạt động tại khu vực giữa Bermuda và Puerto Rico. Nó được xếp lại lớp như một tàu khu trục hộ tống với ký hiệu lườn DDE-764 vào ngày 4 tháng 3, 1950. Sau bốn tháng hoạt động thực hành chống tàu ngầm cùng một chuyến đi thực tập cho học viên sĩ quan vào đầu tháng 7, nó rời Newport vào ngày 15 tháng 7 và viếng thăm cảng Reykjavík, Iceland trong năm ngày. Quay trở về cảng nhà vào đầu tháng 8, nó cùng ba tàu khu trục khác khởi hành từ Newport vào ngày 6 tháng 9 để đi Norfolk, Virginia, nơi họ gặp gỡ Coral Sea (CVB-43) để hộ tống chiếc tàu sân bay đi sang Địa Trung Hải. Trong lượt phục vụ cùng Đệ Lục hạm đội, nó đã viếng thăm các cảng Sardinia, Sicily và Golfe-Juan, Pháp trước khi cùng các tàu khu trục đồng hành rời Gibraltar vào ngày 1 tháng 11, hộ tống cho tàu sân bay Midway (CVB-41) trong hành trình quay trở về Hoa Kỳ. Lực lượng về đến Norfolk vào ngày 9 tháng 11, và con tàu đi đến Newport vào ngày hôm sau.
Trong hai năm tiếp theo, Lloyd Thomas tiến hành các đợt thực hành chống tàu ngầm tại vùng biển Caribe đồng thời thực hiện những chuyến phục vụ hàng năm sang Địa Trung Hải. Chuyến đi năm 1952 bao gồm việc tham gia Chiến dịch "Mainbrace", một cuộc tập trận đổ bộ của Khối NATO tại bờ biển Đan Mạch, và viếng thăm các cảng Scotland, Anh. Trong năm 1953, nó lại hoạt động cùng hải quân các nước Khối NATO tại Địa Trung Hải và viếng thăm Cannes và Naples.
Vào đầu năm 1954, Lloyd Thomas tháp tùng tàu sân bay Antietam (CVS-36) khi nó thử nghiệm mẫu sàn đáp chéo góc trong các hoạt động tìm-diệt chống tàu ngầm. Từ đến tháng 8, 1954 đến tháng 1, 1955, nó lại hoạt động phối hợp cùng các đơn vị trong Khối NATO tại Địa Trung Hải. Ngoại trừ một chuyến đi ngắn đến Lisbon, Bồ Đào Nha, nó trải qua phần lớn thời gian còn lại của năm 1955 hoạt động tại vùng biển nhà, và sang năm 1956 là một chuyến đi thực hành cho học viên sĩ quan đến Tây Ban Nha và quần đảo Anh cùng với thiết giáp hạm Wisconsin (BB-64).
Lloyd Thomas cùng Đội khu trục 242 và tàu ngầm Batfish (SS-310) lên đường vào ngày 4 tháng 1, 1957 cho một chuyến đi đến Nam Mỹ, viếng thăm thiện chí các nước Colombia, Peru, Ecuador và Chile đồng thời phô diễn các kỹ thuật chống tàu ngầm tiên tiến nhất. Quay trở về Newport từ Chile vào ngày 18 tháng 3, nó hoạt động tại chỗ cho đến ngày 12 tháng 8, khi nó lại lên đường để hoạt động tuần tra tại Địa Trung Hải và Hồng Hải trong năm tháng. Con tàu trải qua phần lớn thời gian của năm 1958 hoạt động tại chỗ và vùng biển Caribe, tham gia cuộc Tập trận "Springboard' vào mừa Xuân và huấn luyện ôn tập trong tháng 9 và tháng 10. Sang năm 1959, ngoài các lượt huấn luyện tìm-diệt tàu ngầm từ và một chuyến đi thực tập cho học viên sĩ quan đến Quebec, Canada, nó còn hoạt động phối hợp với tàu chiến các nước Khối NATO tại vùng biển Châu Âu.

### Thập niên 1960
Trong năm 1960, Lloyd Thomas có một lượt phục vụ khác tại Địa Trung Hải, khi nó hoạt động cùng Đệ Lục hạm đội từ tháng 6 đến tháng 9, viếng thăm các cảng Palma de Majorca, Barcelona và Naples. Từ tháng 3 đến tháng 12, 1961, con tàu trải qua đợt nâng cấp trong khuôn khổ Chương trình Hồi sinh và Hiện đại hóa Hạm đội II (FRAM: Fleet Rehabilitation and Modernization) nhằm kéo dài tuổi thọ phục vụ thêm từ 10 đến 20 năm. Sau khi rời Xưởng hải quân New York, nó tiến hành huấn luyện ôn tập trong sáu tuần lễ tại khu vực vịnh Guantánamo, Cuba. Được xếp lại lớp và quay trở lại ký hiệu lườn cũ DD-764 vào ngày 30 tháng 6, 1962, nó tiếp tục hoạt động dọc theo vùng bờ Đông cho đến ngày 7 tháng 9, khi nó lên đường cho một lượt hoạt động khác tại Địa Trung Hải và Trung Đông. Trong lượt phục vụ cùng Lực lượng Trung Đông vào tháng 1 và tháng 2, 1963, nó đã viếng thăm Ceylon (nay là Sri Lanka) và cảng Visakhapatnam, Ấn Độ, rồi quay trở về Newport vào đầu tháng 3.
Lloyd Thomas lên đường đi sang Địa Trung Hải vào tháng 5, 1964 để tham gia cuộc Tập trận Fairgame II phối hợp đổ bộ giữa Hoa Kỳ và Pháp. Sau một chuyến viếng thăm ngắn đến Athens, Hy Lạp, nó hoạt động trong tháng 6 và tháng 7 tại vùng Cận Đông, viếng thăm các cảng tại Hồng Hải và vịnh Ba Tư. Từ ngày 10 tháng 10 đến ngày 19 tháng 11, 1964, nó hộ tống cho việc vận chuyển 28.000 binh lính Thủy quân Lục chiến từ căn cứ tại Little Creek, Virginia đến bờ biển Tây Ban Nha tham gia cuộc "Tập trận Steel Pike I", cuộc tập trận đổ bộ quy mô lớn nhất trong thời bình từng được tiến hành.
Trong năm 1965, Lloyd Thomas được nâng cấp thiết bị điện tử để nâng cao năng lực chống ngầm. Sau đó nó hoạt động huấn luyện ôn tập tại khu vực vịnh Guantánamo, Cuba, rồi tham gia cuộc tập trận chống tàu ngầm CANUS-SILEX phối hợp cùng Hải quân Hoàng gia Canada vào cuối mùa Hè tại khu vực Tây Đại Tây Dương. Vào ngày 15 tháng 2, 1966, con tàu khởi hành từ Newport cho một lượt hoạt động khác tại Địa Trung Hải, và sau khi quay trở về Newport vào ngày 8 tháng 7, nó đi vào ụ tàu của hãng Bethlehem Shipyard tại Boston, Massachusetts từ ngày 29 tháng 7 cho một lượt sửa chữa kéo dài ba tuần. Quay trở lại hoạt động từ ngày 22 tháng 8, nó phục vụ canh phòng máy bay cho tàu sân bay Wasp (CVS-18) trong nhiệm vụ thu hồi tàu không gian Gemini XII từ ngày 4 đến ngày 18 tháng 11.
Trong bối cảnh cuộc Chiến tranh Sáu ngày đang diễn ra giữa Israel với các nước Ả Rập tại khu vực Trung Đông, vào ngày 1 tháng 3, 1967, Lloyd Thomas cùng phần còn lại của Hải đội Khu trục 10 đã rời Newport cho cho một lượt hoạt động khác tại Địa Trung Hải; con tàu quay trở về Newport vào ngày 20 tháng 7, và trong thời gian còn lại của năm đã hoạt động thường lệ từ cảng này. Sang năm 1968, sau một lượt tập trận ngắn tại vùng biển Caribe, nó đi vào Xưởng hải quân Boston vào ngày 7 tháng 5 để đại tu, và sau khi hoàn tất việc sửa chữa vào mùa Thu, nó quay trở lại hoạt động thường lệ từ Newport cho đến năm 1969.

### 1970 - 1972
Sau một chuyến viếng thăm cảng New York vào tháng 3, 1970, Lloyd Thomas được điều động sang khu vực Thái Bình Dương; nó đi ngang qua kênh đào Panama và San Diego, California trước khi đi đến cảng nhà mới Trân Châu Cảng vào ngày 27 tháng 4. Lần đầu tiên được bố trí hoạt động tại khu vực Tây Thái Bình Dương sau hơn 20 năm, nó khởi hành vào ngày 12 tháng 8, và đi đến ngoài khơi bờ biển Việt Nam vào ngày 7 tháng 9. Được phái đến khu vực tuyến đầu, nó đã hỗ trợ hải pháo cho lực lượng trên bộ trong bốn ngày, cho đến khi gặp tai nạn đạn pháo kích nổ ngay trong nòng tại tháp pháo 51, khiến ba thủy thủ thiệt mạng và làm bị thương mười người khác. Sau khi được sửa chữa tại vịnh Subic, Philippines, nó tách khỏi nhiệm vụ bắn phá bờ biển để chuyển sang vai trò tìm kiếm và cứu nạn tại khu vực Bắc vịnh Bắc Bộ cho đến giữa tháng 10.
Sau khi ghé qua Okinawa và Yokosuka để trang bị lại tháp pháo, Lloyd Thomas quay trở lại vùng chiến sự và đảm nhiệm vai trò hỗ trợ hải pháo trong tháng 11 và tháng 12. Nó viếng thăm Bangkok, Thái Lan nhân kỳ nghỉ lễ cuối năm, rồi tiếp tục phục vụ tại vùng chiến sự cũng như tìm kiếm và cứu nạn và hộ tống các tàu sân bay tại trạm Yankee cho đến ngày 15 tháng 2, 1971, khi nó lên đường quay trở về nhà, về đến Trân Châu Cảng vào ngày 26 tháng 2. Con tàu được nghỉ ngơi, bảo trì và huấn luyện thường xuyên cho đến khi nó lên đường vào ngày 8 tháng 10 để điều tra những hoạt động của tàu bè Xô Viết tại vùng biển Bering bên trên vòng Bắc Cực. Nó quay trở về Trân Châu Cảng vào ngày 12 tháng 11.

#### Trận Đồng Hới
Vào ngày 19 tháng 4, 1972, một cuộc đụng độ, mà sau này được biết đến dưới tên trận Đồng Hới, đã xảy ra giữa các tàu chiến Hoa Kỳ và các máy bay tiêm kích-bom, tàu phóng lôi và pháo bờ biển của Bắc Việt Nam. Đây là lần đầu tiên tàu chiến Hoa Kỳ đối mặt với không kích kể từ khi kết thúc Thế Chiến II. Lloyd Thomas đang cùng ba tàu chiến khác đấu pháo với các khẩu đội pháo bờ biển đối phương gần vùng phi quân sự, khi họ bị tấn công bởi hỏa lực pháo và bị ném bom. Chiếc tàu khu trục bị hư hại nhẹ, một quả đạn pháo đã bắn trúng mạn tàu phía mũi bên mạn trái bên trên mực nước, và có ba thủy thủ bị thương nhẹ. Nó vẫn tiếp tục hoạt động trên tuyến đầu.
Trong trận này, tàu khu trục Higbee (DD-806) trở thành tàu chiến Hoa Kỳ đầu tiên bị ném bom trong cuộc Chiến tranh Việt Nam, khi bị hai máy bay MiG-17 thuộc Trung đoàn 923 Không quân Nhân dân Việt Nam tấn công trong khuôn khổ Chiếc MiG-17 do phi công Lê Xuân Dị điều khiển đã ném một quả bom 500 lb (230 kg) trúng tháp pháo 5-inch phía đuôi của Higbee, phá hủy tháp pháo này. Tuy nhiên thành viên của khẩu đội đã rời khỏi tháp pháo do một quả đạn pháo bị kẹt trong nòng trước khi trúng bom, nên chỉ có bốn thủy thủ bị thương do trúng bom. Chiếc MiG-17 thứ hai do phi công Nguyễn Văn Bảy (B) điều khiển tiếp tục tấn công Oklahoma City (CLG-5), nhưng chỉ gây hư hại nhẹ cho chiếc tàu tuần dương hạng nhẹ.

### ROCSDang Yang(DDG-911)
Một cuộc thanh tra và khảo sát tiến hành vào tháng 3, 1972 đã đưa đến kết luận Lloyd Thomas không phù hợp để tiếp tục phục vụ trong tương lai, và xu thế loại bỏ các tàu chiến cũ vào đầu thập niên 1970. Con tàu được cho xuất biên chế vào ngày 12 tháng 10, 1972, đồng thời rút tên khỏi danh sách Đăng bạ Hải quân cùng ngày hôm đó. Nó được chuyển cho Đài Loan cùng trong ngày 12 tháng 10, 1972, và tiếp tục phục vụ cùng Hải quân Trung Hoa dân quốc như là chiếc ROCS Dang Yang (DDG-911). Cuối cùng nó ngừng hoạt động vào ngày 16 tháng 3, 1999, rồi bị đánh chìm như một dãi san hô nhân tạo vào ngày 31 tháng 10, 2002.